# Les Patriotes (parti politique)
Pour les articles homonymes, voir Les Patriotes (homonymie) et LP.
Les Patriotes (LP) est un parti politique français fondé en septembre 2017 par Florian Philippot, après son départ du Front national (FN). Le parti est eurosceptique et généralement classé à l'extrême droite de l'échiquier politique français. 
La ligne du parti consiste essentiellement à la sortie de la France de l'Union Européenne.

## Historique

### Lancement de l’association

Logo utilisé de 2017 à 2018.

Dès avril 2015, Joffrey Bollée, directeur de cabinet de Florian Philippot, dépose l'appellation « Les Patriotes » auprès de l'Institut national de la propriété industrielle (INPI) : il indique en 2018 qu'« à l'époque, il s'agissait surtout d'empêcher l'UMP de s'en emparer ».
Le 16 mai 2017, Florian Philippot lance et prend la présidence d'une association rattachée au Front national (mais à laquelle il est possible d'adhérer sans être membre du FN), baptisée Les Patriotes et se donnant pour but de « défendre et porter le message de Marine Le Pen au soir du second tour de l’élection présidentielle », celle-ci ayant annoncé une « transformation profonde » à venir du FN. Libération souligne que « la démarche est exceptionnelle au Front national » et la compare avec celle menée par Marine Le Pen à la tête de l’association « Générations Le Pen » au début des années 2000. Mediapart considère que « loin d’être le fusible de la défaite, Florian Philippot a obtenu ce qu’il réclame depuis des années à Marine Le Pen : l’annonce d’une vraie refonte du parti, à l'occasion du prochain congrès, qui aura lieu début 2018 », allant jusqu'à annoncer un changement de nom du FN alors que Marine Le Pen s'est limitée à évoquer « une transformation profonde ». Selon Florian Philippot, le nom du parti « fait peur » ; il remet également en question le discours du parti sur l'immigration en ces termes : « Sommes-nous vraiment aussi clairs et précis qu’on le croit sur [ce sujet] ? Pourquoi tant de nos compatriotes sont-ils encore persuadés que ce discours est "raciste" ? Comment doit-on parler aux Français issus de l’immigration ? »,,.
À la suite de la création de son association, les relations avec Marine Le Pen se dégradent. Le 18 septembre 2017, lors d'un bureau politique, Marine Le Pen l'invite à quitter la présidence des Patriotes, cette fonction étant selon elle incompatible avec celle de vice-président du FN. Florian Philippot refuse, et le 20 septembre, Marine Le Pen lui retire la délégation « stratégie et communication », dont il était chargé en tant que vice-président du parti. Le 21 septembre 2017, Florian Philippot annonce qu'il quitte le Front national.

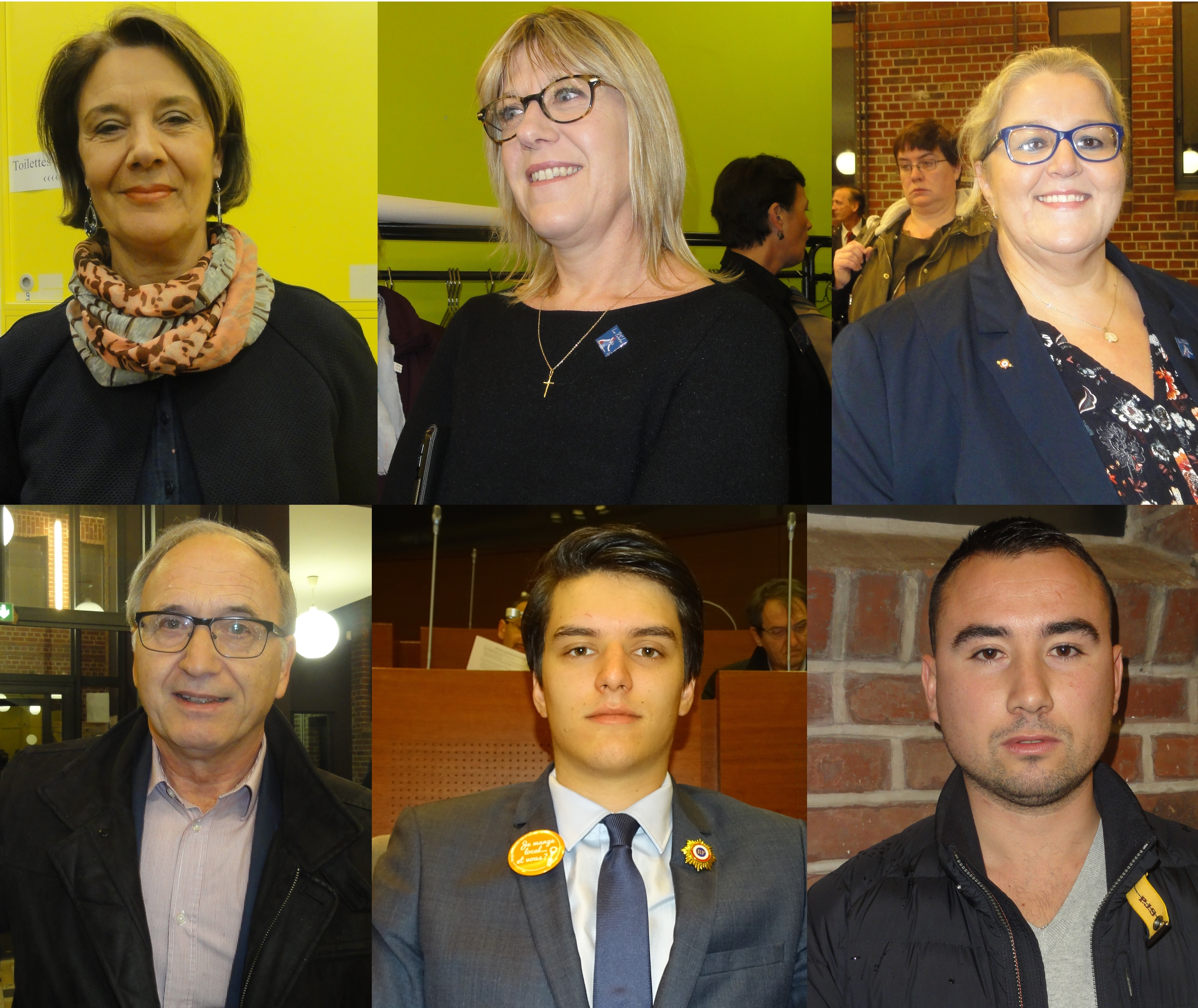
Dans les Hauts-de-France, les conseillers régionaux Véronique Descamps, Virginie Rosez, Astrid Leplat, Daniel Philippot, Éric Richermoz quittent le Front national pour Les Patriotes ; ils sont rejoints peu après par Guillaume Kaznowski.

Dans son sillage, plusieurs élus quittent le Front national, notamment les députées européennes Sophie Montel et Mireille d'Ornano,,. Mais par rapport à la scission de 1998-1999, où près des deux tiers des cadres frontistes étaient partis avec Bruno Mégret, peu d'élus quittent le FN pour suivre Florian Philippot. Ainsi, sur 358 conseillers régionaux FN, seule une trentaine rejoint Florian Philippot, ; sur les 124 membres des instances dirigeantes du FN (comité central et bureau politique), Florian Philippot n'entraîne avec lui que Sophie Montel, Mireille d'Ornano et son directeur de cabinet Joffrey Bollée.
Le jour même de son départ du Front national, Virginie Joron lui succède à la présidence du groupe Les Patriotes-Front national au conseil régional du Grand Est, rebaptisé groupe Front national – Bleu Marine Grand Est ; Florian Philippot décide alors de créer et de présider le groupe Les Patriotes, qui, avec 11 membres, constitue le quatrième et plus petit groupe du conseil régional, le groupe frontiste restant le deuxième, avec 35 élus,. Au Parlement européen, il quitte le groupe Europe des nations et des libertés pour rejoindre le groupe Europe de la liberté et de la démocratie directe, présidé par le Britannique Nigel Farage.

### Fondation du parti politique
Le 29 septembre, il annonce que l'association Les Patriotes est devenue un parti politique et qu'elle enregistre 3 000 adhérents depuis sa création, en mai. Fin novembre 2017, il obtient le ralliement du député José Évrard. Laurent de Boissieu relève que « paradoxalement, la scission a également attiré des partisans de Jean-Marie Le Pen ! » C’est le cas de Mireille d'Ornano (parlementaire européenne), qui avait été sanctionnée après avoir participé, en 2016, à la cérémonie du 1er mai des Comités Jeanne de l’ancien chef du FN. Ou de Jean-Marie Verani (conseiller départemental des Bouches-du-Rhône), qui fut candidat de ces mêmes Comités Jeanne aux dernières législatives.
Florian Philippot présente Les Patriotes comme étant « juridiquement un parti », qu'il voit cependant plutôt comme un « rassemblement » privilégiant une démocratie interne participative,. Il affirme vouloir réunir « les meilleurs de droite et de gauche » pour « arriver au pouvoir » et créer un parti « plus moderne » et « plus large » que le Front national,. Tout comme La République en marche et La France insoumise, le parti autorise la double appartenance à d'autres partis ou syndicats. Mais, contrairement aux deux partis cités, l'adhésion à LP est payante.

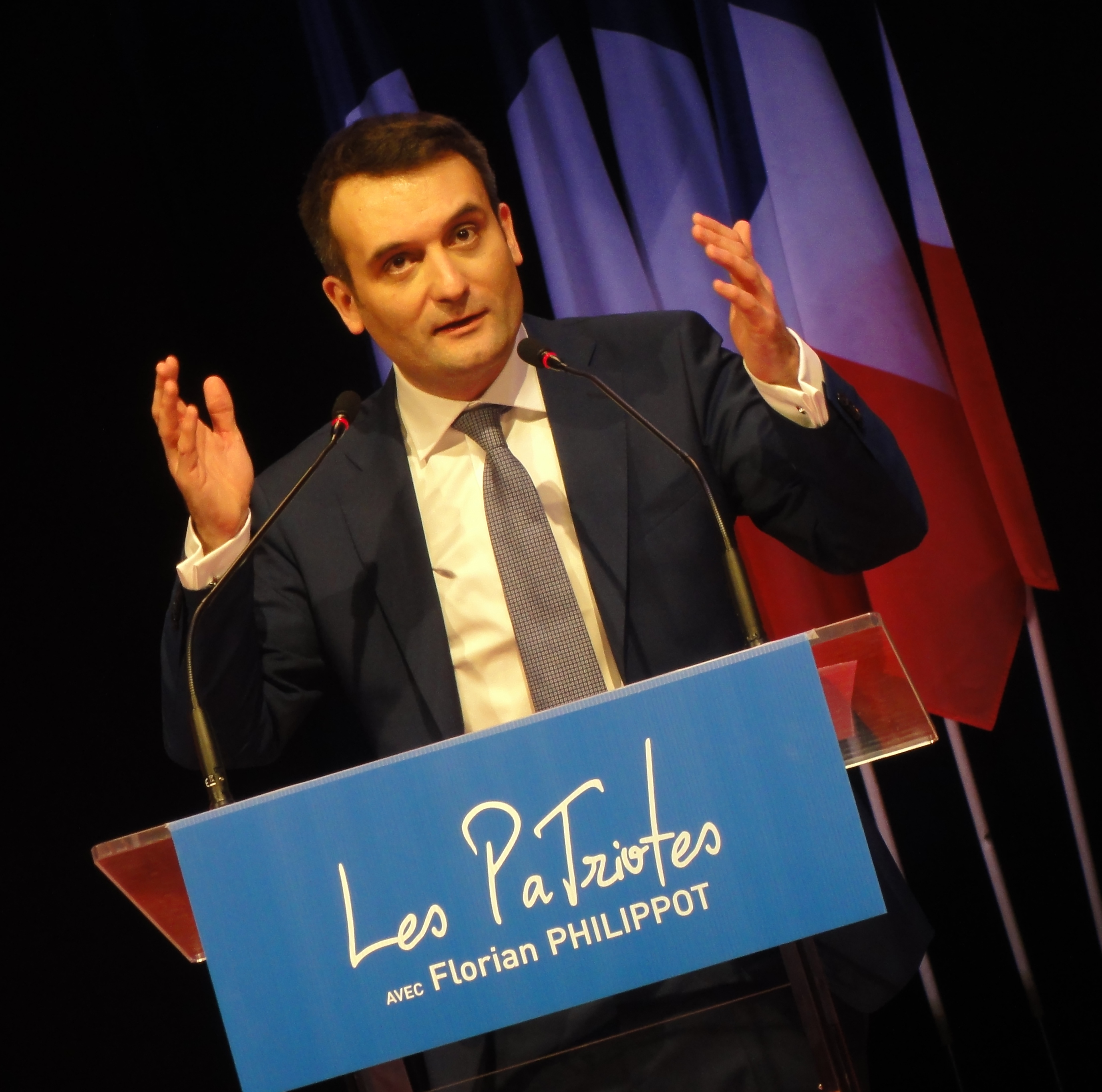
Florian Philippot lors du congrès fondateur, le 18 février 2018, à Saint-Laurent-Blangy.

Le 7 novembre 2017, Florian Philippot présente la « charte » de son parti, qui entend dépasser « le clivage entre droite et gauche ». La sortie de la France de l'euro et de l'Union européenne (« Frexit ») apparaît comme sa mesure prioritaire. Très proche du programme du Front national, le texte s'en distingue sur certains points, en particulier sur les questions de société, avec notamment le « respect » de la loi autorisant le mariage homosexuel,. La charte appelle aussi à une modification de la constitution, avec notamment la disparition du Sénat et l'instauration du référendum d'initiative populaire, à l'abrogation des lois Travail, à la défense des animaux, au rétablissement de l'ISF, à la suppression de l'aide médicale d'État et à une immigration « fortement réduite », avec 0,7 % du PIB consacré à la « politique de coopération et de développement »,,,.
Mi-décembre 2017, Florian Philippot inaugure le siège de son parti, à Saint-Ouen près de Paris.
Le congrès fondateur des Patriotes se tient à Saint-Laurent-Blangy, près d'Arras, le 18 février 2018, en présence d'environ 500 personnes.

### Difficultés internes et électorales
Les deux candidates Les Patriotes aux élections législatives partielles de janvier 2018 obtiennent moins de 2 % des voix.
En juin 2018, Maxime Thiébaut, cofondateur et vice-président du parti, ancien directeur de cabinet de Nicolas Dupont-Aignan, quitte Les Patriotes pour se consacrer à sa thèse de doctorat,. Le mois suivant, Sophie Montel annonce son départ du parti en raison de la « divine solitude » de Florian Philippot. Elle critique un système de gouvernance du parti où d'après elle les décisions sont prises à trois ou quatre personnes. Elle déclare : « Après avoir quitté le Front national, dont l'aspect dysfonctionnel apparaît chaque jour un peu plus, je refuse de cautionner les mêmes dérives au sein de ma nouvelle formation ». Elle reproche à l'entourage de Philippot d'être composé de « courtisans » qui le maintiennent « dans sa bulle », et elle s'inquiète que l'isolement de Philippot soit un obstacle au projet de créer « une vaste coalition » en vue d'un Frexit,,.
En juillet 2018, Le Journal du dimanche et Challenges jugent le parti en grande difficulté, estimant qu'« il n'a pas encore réussi à imposer son parti dans le paysage politique » et que « Florian Philippot joue déjà sa survie ». Tristan Berteloot de Libération fait le même constat en mars de l'année suivante, deux mois avant les élections européennes : il écrit notamment que le jeune parti « peine à se faire entendre ».
À la fin de l’année 2018, Florian Philippot annonce qu'il mènera une liste Les Patriotes lors des élections européennes qui auront lieu le 26 mai 2019. François Asselineau, président de l'UPR, refuse la possibilité d'une alliance entre son parti et LP. Le parti dépose finalement une liste commune avec l'association « Jaunes et citoyens », favorable au mouvement des Gilets jaunes,. Créditée de 1 à 2 % dans les sondages, la liste obtient finalement 0,65 % des suffrages exprimés, terminant en 15e position. Florian Philippot et Mireille d'Ornano perdent ainsi leurs sièges au Parlement européen.
Franck de Lapersonne quitte Les Patriotes en octobre 2019 pour fonder un nouveau parti, La Gauche patriote.
Florian Philippot indique que LP est passé de 2 000 à 20 000 adhérents entre janvier 2020 et mai 2021. Le parti semble tirer parti de son positionnement sur la gestion de la pandémie de Covid-19, durant laquelle il adhère, contrairement au RN, au mouvement d'opposition aux mesures de lutte contre la pandémie de Covid-19. Durant la crise, le président des Patriotes organise plusieurs rassemblements pour dénoncer une « coronafolie ». Dans un courrier au ministre de la Santé, cosigné avec Nicolas Dupont-Aignan et François Asselineau, il assure que des traitements de la Covid-19 existent, évoquant l’azithromycine, l'hydroxychloroquine ou encore « un nouvel antidote annoncé par la Russie ».
Malgré un regain d’audience médiatique lors de cette crise sanitaire, le parti perd sa vingtaine de conseillers régionaux à l'issue des élections régionales de juin 2021. Pour ce scrutin, il ne présente qu’une seule liste, dans le Grand Est : menée par Florian Philippot avec le soutien de VIA, la voie du peuple, celle-ci est éliminée dès le premier tour avec 7 % des suffrages exprimés. Le président des Patriotes perd ainsi son dernier mandat électif et échoue également aux élections départementales dans le canton de Forbach, avec 7,9 % au premier tour.
Florian Philippot affirme le 18 février 2022 qu'il retire sa candidature à l'élection présidentielle française de 2022, faute de parrainages suffisants. Il appelle les maires qui s'étaient engagés à le parrainer « à accorder leur signature à un candidat de leur choix n'ayant pas encore obtenu les 500 parrainages nécessaires ». Il affirme le même jour que son mouvement a atteint les 36 000 adhérents. Le parti engage une consultation interne dont il ressort que 40% des adhérents sont pour soutenir Éric Zemmour et 28 % pour Nicolas Dupont-Aignan. Florian Philippot annonce en mars 2022 son ralliement à Dupont-Aignan et un accord entre son parti et Debout la France pour les élections législatives françaises de 2022. À l'issue des élections législatives, le parti politique n'a aucun élu.

## Résultats électoraux

### Élections législatives partielles
| Année | Circonscription              | Candidat      | Voix | %    | Rang |
| ----- | ---------------------------- | ------------- | ---- | ---- | ---- |
| 2018  | 1re du Territoire de Belfort | Sophie Montel | 268  | 1,99 | 8e   |
| 2018  | 1re du Val-d’Oise            | Denise Cornet | 193  | 1,19 | 11e  |

### Élections législatives
| Année | Voix    | %    | Rang | Sièges  |
| ----- | ------- | ---- | ---- | ------- |
| 2022a | 116 124 | 0,51 | 22e  | 0 / 577 |

a Au sein de l'UPF.

### Élections européennes
| Année | Tête de liste     | Voix    | %    | Rang | Sièges |
| ----- | ----------------- | ------- | ---- | ---- | ------ |
| 2019  | Florian Philippot | 147 140 | 0,65 | 15e  | 0 / 79 |
| 2024  | Florian Philippot | 229 179 | 0,93 | 13e  | 0 / 81 |

### Élections régionales
| Année | Région    | Tête de liste     | Premier tour | Premier tour | Premier tour | Élus    |
| Année | Région    | Tête de liste     | Voix         | %            | Rang         | Élus    |
| ----- | --------- | ----------------- | ------------ | ------------ | ------------ | ------- |
| 2021  | Grand Est | Florian Philippot | 74 980       | 6,95         | 6e           | 0 / 169 |

### Élections départementales
| Année | Premier tour | Premier tour | Premier tour | Élus     |
| Année | Voix         | %            | Rang         | Élus     |
| ----- | ------------ | ------------ | ------------ | -------- |
| 2021  | 5 742        | 0,04         | NC           | 0 / 4058 |

## Programme
La charte du parti, publiée en novembre 2017, reprend, tout en les nuançant, les grandes lignes du programme du Front national. Les différences tiennent à un vocabulaire plus maîtrisé, une volonté de supprimer le Sénat, de faire sortir la France de l'Union européenne et de maintenir le mariage pour tous.
La charte du parti se prononce très clairement dès le premier point en faveur du Frexit, c’est-à-dire la sortie de l'Union européenne et de l'euro, ce que le parti estime « nécessaire ». Des mesures sociales sont également brandies par le parti, telles que l'augmentation de « 15 % » du SMIC ou la revalorisation des petites retraites de « 200 euros ».
En août 2018, Florian Philippot propose d'« augmenter le SMIC de 25 % en cinq ans ».

## Tendance politique
Le parti est généralement classé entre la droite et l'extrême droite,,,.
Laurent de Boissieu classe Les Patriotes à l'extrême droite. Selon lui, parmi les élus ou cadres frontistes ayant rejoint Les Patriotes se trouvent plusieurs personnalités symbolisant en interne la ligne impulsée par Marine Le Pen depuis son accession à la tête du Front national, en janvier 2011. Parmi ces personnalités, Laurent de Boissieu inclut Florian Philippot lui-même, qu'il décrit comme « issu de la droite souverainiste et soutien de Jean-Pierre Chevènement à la présidentielle de 2002 », et cite plusieurs chevènementistes, dont l'économiste Philippe Murer. D'après Laurent de Boissieu, « paradoxalement », des élus du Front national partisans de Jean-Marie Le Pen ont aussi rallié Les Patriotes.
LCI estime que Florian Philippot « a emporté avec lui une bonne partie de la ligne gaulliste du FN et parachève l'énième rupture au sein de l'extrême-droite française ».
Pour France 24, Florian Philippot, avec Les Patriotes, espère rallier à lui l'extrême droite française. France 24 cite l'universitaire Sylvain Crépon, pour qui Les Patriotes, malgré un discours anti-immigration plus léger que celui du Front national, ne présente guère de différence avec ce dernier, excepté que Les Patriotes réclament la sortie de la monnaie euro et de l'Union européenne.
Sylvain Crépon déclare : « Bien sûr, Les Patriotes ne veulent pas être considérés comme étant d'extrême droite. Aucun parti d'extrême droite ne le souhaite, mais je pense que Les Patriotes sont très proches de l'extrême droite ».
Le politologue Jean-Yves Camus, spécialiste de l'extrême droite, estime que Les Patriotes sont placés sur le créneau « radical-populiste » comme le Front national, avec qui il se retrouve en concurrence, mais que l'inflexibilité des Patriotes sur la sortie de l'Union européenne leur confère une plus grande « cohérence idéologique » que le Front national. Florian Philippot accuse ce dernier de se droitiser, de se replier sur les « recettes du passé » (immigration, insécurité, islamisme), ce qui, d'après lui, l'empêchera à « jamais » d'atteindre le pouvoir. Il veut que Les Patriotes deviennent une formation « plus rassembleuse », au-dessus du clivage droite-gauche. Il ne croit pas à une alliance avec le parti de droite Les Républicains, dont le président Laurent Wauquiez est selon lui un « européiste ». En vue des élections européennes de 2019, Florian Philippot propose sans succès une alliance à François Asselineau, Henri Guaino et Jean Lassalle.
Le 20 janvier 2018, invité à la radio, Florian Philippot s'est, selon les termes de France-Soir, « particulièrement appliqué à montrer sa différence avec son ancien parti » le Front national, « cherchant à se présenter comme une opposition d'extrême droite crédible ». Il refuse notamment de remettre en cause les menus sans porc dans les cantines scolaires et évite d'accuser la justice de laxisme, préférant soutenir la création de 40 000 places supplémentaires de prison. France-Soir estime qu'« on pourrait se demander s'il s'agit bien du même Florian Philippot qui secondait Marine Le Pen avec tant de véhémence ».
Le parti est situé dans la « complosphère » par le quotidien Libération du fait de ses positions antivaccins.

## Organisation

### Direction

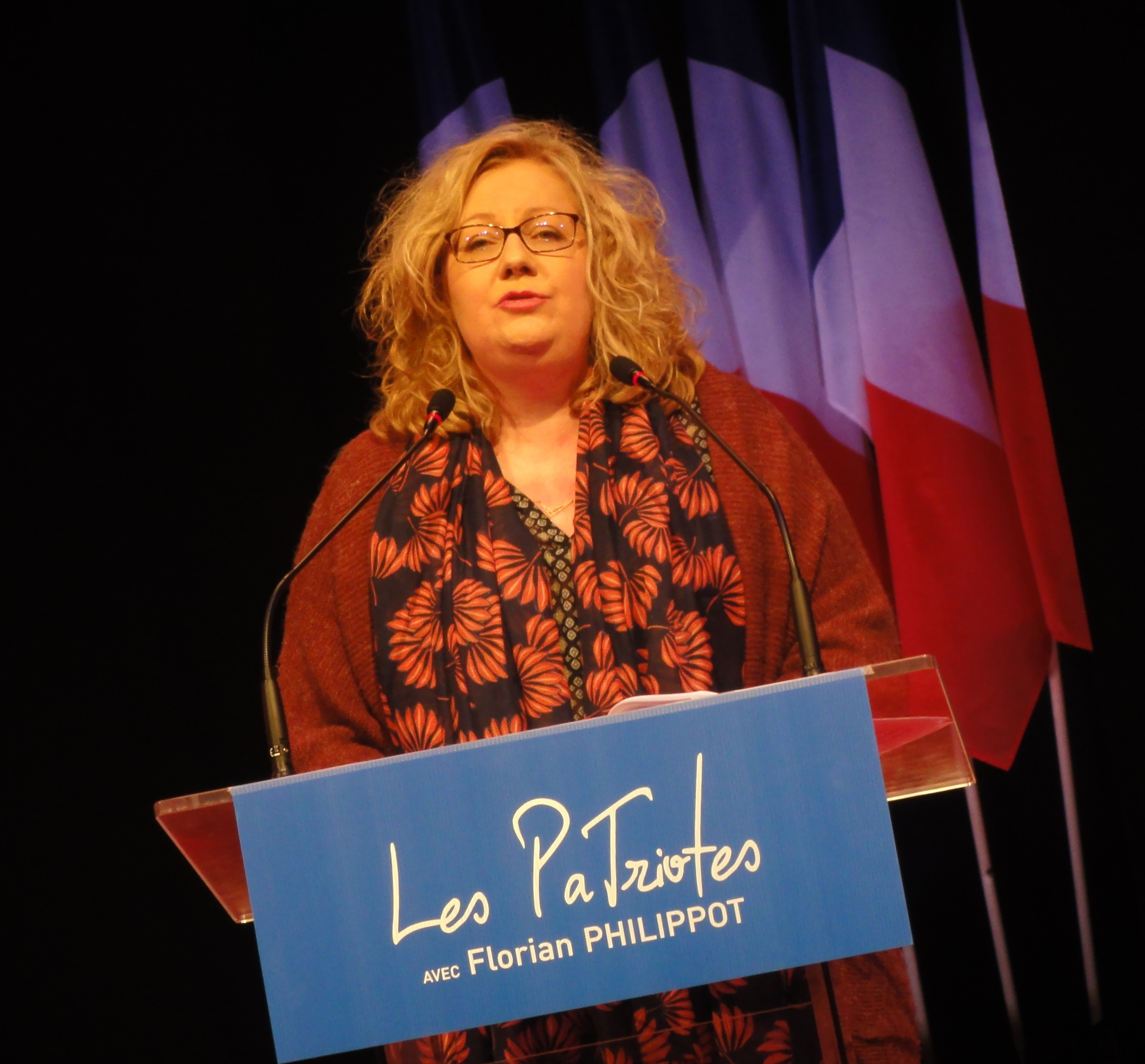
Sophie Montel, vice-présidente de LP et qui quitte le parti en 2018.

#### Dirigeants actuels
- Président : Florian Philippot (depuis 2017)
- Trésorier : Jean-Charles Tacail (depuis 2017)[2]

#### Anciens dirigeants
- Vice-présidents :
  - Sophie Montel (2017-2018)[84] ;
  - Franck de Lapersonne (2017-2018)[84],[85] ;
  - Maxime Thiébaut (2017-2018)[84].
- Secrétaire général : Éric Richermoz (2017-2018)[84]

### Élus (jusqu’en 2021)
En 2018, les élus des Patriotes sont pratiquement tous des personnes qui avaient été élues sur des listes Front national avant la création du parti. À la suite des élections régionales et départementales de 2021, les Patriotes ne comptent plus aucun élu.

#### Conseils régionaux
- Bourgogne-Franche-Comté : Nicole Caboche, Nathalie Desseigne.
- Bretagne : Bertrand Iragne.
- Centre-Val de Loire : Martine Raimbault.
- Grand Est : Patricia Bruckmann, Stéfanie Coniglio, Andréa Didelot, Marina Do Santos, Sylvain Marcelli, David Masson-Weyl, Florian Philippot, Éric Vilain.
- Hauts-de-France : Françoise Coolzaet[87], Astrid Leplat, Daniel Philippot, Éric Richermoz, Virginie Rosez.
- Île-de-France : Joffrey Bollée, Dominique Bourse-Provence, Bertrand Dutheil de La Rochère.
- Pays de la Loire : Alain Avello, Maguy Lussaud.
- Provence-Alpes-Côte d'Azur : Jeannine Douzon.

#### Conseils départementaux

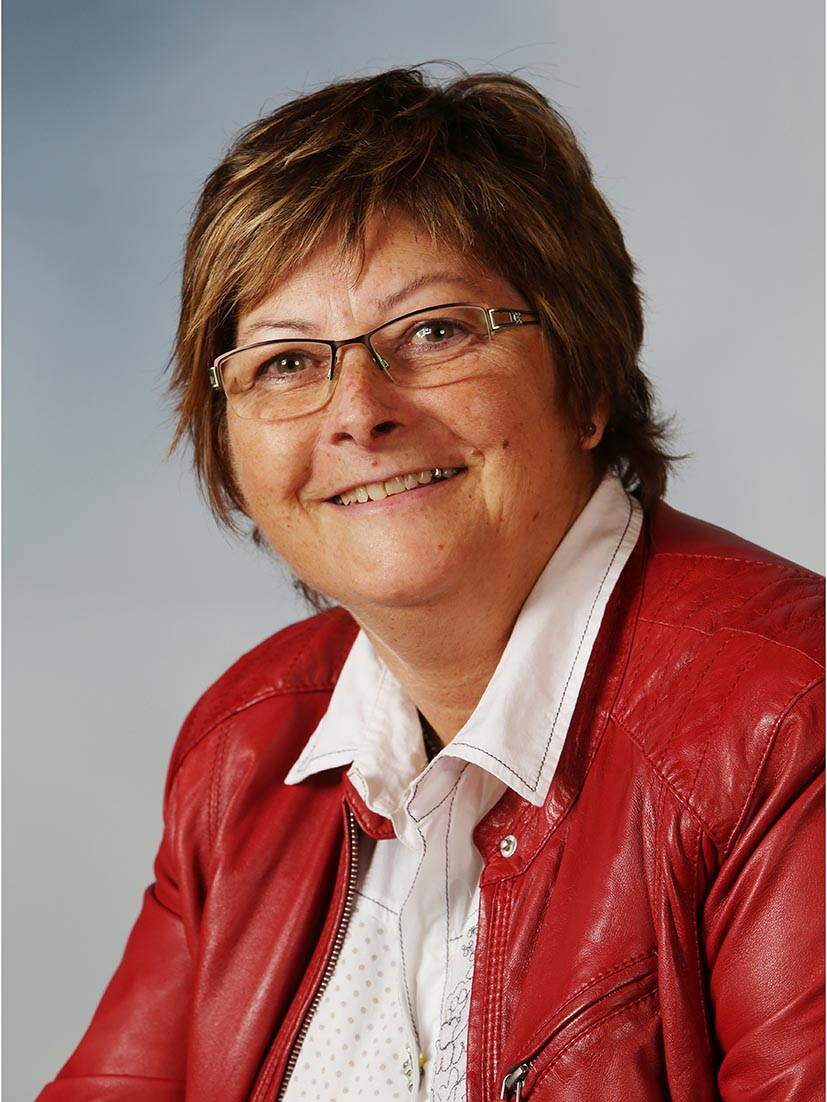
Karine Haverlant, conseillère départementale ayant rejoint LP en 2018.

- Pas-de-Calais (canton de Lillers) : Karine Haverlant[88].

#### Ayant quitté le parti entre 2017 et 2021
- Député : José Évrard.
- Conseillers régionaux :
  - Bourgogne-Franche-Comté : Antoine Chudzik, Sophie Montel, Lilian Noirot[89] ;
  - Grand Est : Pascal Bauche, Pascal Jenft, Thomas Laval ;
  - Hauts-de-France : Guillaume Kaznowski.
- Conseillers départementaux :
  - Bouches-du-Rhône (canton de Berre-l'Étang) : Jean-Marie Verani[90].